# Авдеев, Арсений Дмитриевич
Арсе́ний Дми́триевич Авде́ев (7 ноября 1904 — 12 сентября 1966) — русский советский театровед, педагог. Кандидат наук.

## Биография
Родился в семье земского врача. В 1919—1923 годах работал библиотекарем в г. Чистополь. В 1923—1924 годах — актёр драматической студии в Казани. В 1924—1927 годах обучался на театроведческом факультете Высших государственных курсов искусствоведения при Институте истории искусств в Ленинграде.
В 1926—1938 годах — учительствовал, был актёром, режиссёром Ленинградского ТЮЗа, Областного ТЮЗа, Нового ТЮЗа.
В 1938—1940 годах — заведующий консультационным кабинетом. В 1940—1941 годах — научный сотрудник Института театра и музыки. В 1941—1942 годах — актёр Чистопольского театра. В 1943—1953 годах — преподаватель по художественному воспитанию дошкольного педагогического училища в г. Чистополь.
В 1938—1939 и 1955—1965 годах — научный сотрудник отдела Индонезии Института этнографии АН СССР. В 1953—1962 годах — младший научный сотрудник, в 1962—1965 — старший научный сотрудник Ленинградского Института этнографии АН СССР. 28 мая 1954 года защитил кандидатскую диссертацию на тему: «Происхождение театра (элементы театрального искусства в первобытно-общином строе)».

## Научная деятельность
Сфера научных интересов А. Авдеева — происхождение и развитие театра в первобытную эпоху.
Автор фундаментального труда «Происхождение театра» (М.-Л., 1959).

## Избранные публикации
- Октябрь 1924 года, в сборнике «Массовые празднества», Л., 1926;
- Опыт изучения спектакля для детей, в сборнике «Театр Юных Зрителей», Л., 1932;
- Маски (опыт типологической классификации по этнографическим. материалам). Ст. 1 // Сб. МАЭ. 1957. Т. 17. С. 232—344;
- Алеутские маски в собраниях МАЭ // Сб. МАЭ. 1958. Т. 18. С. 279—304;
- Происхождение театра. М., 1959. 365 с.
- Индонезийский театр «Ваянг кулит», «Советская этнография», 1966, № 5, с. 43 — 57;
- Театральное искусство и кино, в книге «Народы Восточной Азии», М.-Л., 1965 (раздел — Китайцы);
- Театр и кинематография, там же (раздел — Народы Японии);
- Театральное искусство, в книге «Народы Юго-Восточной Азии», М., 1966 (раздел — Культурная жизнь современной Индонезии) и др.